# Else Lohmann
Elisabeth Emilie (Else) Lohmann (Bielefeld, 29 augustus 1897 - Baarn, 25 juni 1984) was een Duits-Nederlands schilderes van het expressieve realisme.

## Kindertijd en jeugd
Elisabeth Emilie Lohmann was een dochter van producent en oprichter Carl Lohmann (Lohmann Werke AG, een fabriek voor autolampen, fietszadels, hulpmotoren en reistassen) en zijn vrouw Fanny Bensen, dochter van een arts. Else Lohmann groeide met vier broers en zussen op in een artistiek geïnteresseerd liberaal huis en begon als kind al te tekenen. Na haar middelbare school ging ze in 1914 naar Dresden, waar een tante woonde. In Dresden leerde ze de trends van de moderne kunst kennen en kwam in de stadsmusea in aanraking met meesters zoals Rembrandt, Titiaan en Raphael. 
Een vrouw werd in die tijd niet toegelaten op een kunstacademie waardoor ze naar een particuliere kunstacademie ging. Net als vele andere latere kunstenaars (Ilse Heller Lazard, Florence Henri, Thea Hucke, Minna Kohler-Roeber, Karen Schacht) leerde ze tot 1916 werken met olieverf bij de Baltische landschapsschilder Johann Walter-Kurau (1869-1932) uit Riga. Daarna volgde ze hem op het eind van de oorlog ook vanuit Dresden naar Berlijn. Hoewel de oorspronkelijk uit Jelgava in Letland afkomstige leermeester haar schilderstijl sterk had beïnvloed, ontwikkelde ze daarna een eigen expressieve stijl, die meer op Paula Modersohn-Becker of de schilders van de kunstenaarsgroep Die Brücke was georiënteerd. Haar oefenperiode in Dresden was van korte duur, want Walter-Kurau ging naar Berlijn, waar hij Else later volgde. Ze genoot van haar leven als kunstschilder in Berlijn: "Het was een geweldige tijd. Ik heb de mooiste tentoonstellingen gezien, en ben in aanraking gekomen met de belangrijkste kunstenaars van die tijd, zittend in Berlijnse cafés. "
De specialiteit van het schilderen van Walter Kuraus was het landschap en portretschilderen. Else bracht de Farbenphilosophie van haar leermeester in praktijk. Volgens de kleurenopvatting van Kurau moesten landschappen, stillevens en portretten worden geschilderd door het harmonieus naast elkaar plaatsen van forse kleurvlakken.
Vanaf 1917 ontwikkelde zij een eigen expressieve stijl met kubistische houtskooltekeningen en expressionistische portretten, naakten en landschappen met bomen.  
Veel kleine werken werden gemaakt bij uitstapjes naar het platteland.

## Huwelijk en het leven in Nederland
In 1921 maakte Else Lohmann een reis naar Italië. In Rome leerde ze de Nederlandse kunstverzamelaar Cees van der Feer Ladèr kennen, met wie ze in 1922 trouwde. Ze bracht een aanzienlijke bruidsschat mee in het huwelijk, zodat een agentschap van grondstoffen in Nederland kon worden gekocht. Haar man had weinig interesse in moderne schilderkunst, zodat de opvoeding van haar twee kinderen en het runnen van een groot gezin centraal stonden. In die jaren ontstonden slechts enkele, minder belangrijke, werken. In haar tijd in Baarn (1969-1984) was zij lid van De Eemstreek, een werkgemeenschap van kunstenaars uit Baarn en Soest, en later van de Baarnse Vereniging van Beeldende Kunstenaars.

## Tweede creatieve periode in de jaren 1950 en de herontdekking van haar werk
Na het overlijden van haar man in 1951 kende Else Lohmann een tweede creatieve periode. Veel van haar schilderijen werden gemaakt op haar reizen in Nederland en in het zuiden van Europa. In Nederland exposeerde zij in galeries en culturele centra. In haar Duitse thuis ontdekten ze dat ze te laat. In Bielefeld was in 1980 een tentoonstelling van haar werken in galerij Jesse, die ze nog zelf bezocht. 1983 waren van haar in een groepstentoonstelling in de foto's Kunsthalle Bielefeld te zien. Een jaar later stierf Else Lohmann en werd begraven op de Nieuwe algemene begraafplaats Baarn aan de Wijkamplaan in Baarn.
In de jaren 1990 werden veel kunstenaars van haar generatie herontdekt. Das Verborgene Museum in Berlijn wijdde in 1991 aan haar een solotentoonstelling. Op de kunsttentoonstelling op de 140e Geboortedag van Johann Walter-Kuraus werden in 2009 naast zijn werk ook foto's van zijn schilderleerlingen Else Lohmann, Minna Kohler-Roeber, Ilse Heller Lazard en Eva Lang in Jelgava/Letland en Berlijn getoond.
Ze laat een uitgebreide, niet gecatalogiseerde rij werken van enkele honderden schilderijen en schetsen na, die over de hele wereld verspreid zijn. Van haar nalatenschap zijn een aantal belangrijke beelden bewaard gebleven in het bezit van de familie Lohmann / Heise.

## Werken (selectie)
- Vrouw met Hoed (1919)[5]
- Vrouwelijke Naakt (1919)

## Tentoonstellingen (selectie)
- 1977: Schilder cirkel Baarn, Nederland
- 1981: Jesse Gallery, Bielefeld
- 1983: Schilderen en Graphics 1900-193 , Kunsthalle Bielefeld (postuum)
- 1986: Retrospectieve solotentoonstelling: Else Lohmann , Museum Waldhof (Bielefeld)
- 1991: Else Lohmann: De Berlijnse Jaren 1917-1921